# Cherry Bullet
Cherry Bullet (hangeul : 체리블렛) est un girl group sud-coréen formé par FNC Entertainment et géré par leur sous-label FNC W. Elles ont fait leurs débuts le 21 janvier 2019 avec un premier album intitulé Let's Play Cherry Bullet. Le groupe se compose actuellement de sept membres : Haeyoon, Yuju, Bora, Jiwon, Remi, Chaerin et May. Cherry Bullet était à l'origine composé de dix membres mais Mirae, Kokoro et Linlin ont quitté le groupe en décembre 2019.
Le 22 avril 2024, FNC Entertainment annonce la séparation du groupe après cinq ans d'activité.

## Histoire

### Pré-débuts
Haeyoon a représenté FNC Entertainment dans l'émission Produce 48. Elle perd à la 19e place et n'est donc pas devenue membre du girl group Iz*One.
Bora était auparavant stagiaire chez Music K Entertainment. Elle et Yuju sont apparus dans Love Yourself: Her Highlight Reel de BTS. Yuju a aussi fait une apparition dans le clip de Honeyst, « Someone to Love ».
Jiwon a auditionné pour la première saison de la K-pop Star de SBS avec la chanson « Because Of You » de Kelly Clarkson et est ensuite devenue stagiaire sous Starship Entertainment. En 2012, elle est apparue dans le clip « White Love » de Starship Planet.
Remi était stagiaire chez Avex Proworks et est apparue pour la première fois dans Pretty Rhythm: Dear My Future en 2012 en tant que l'un des Prism Mates, mais n'est pas devenue une membre officielle.
Kokoro était étudiante à l'Avex Artist Academy à Nagoya au Japon, elle a été repérée par FNC Entertainment en 2016.

### 2018-2020
Une émission de téléréalité Insider Channel Cherry Bullet a fait sa première le 28 novembre 2018 sur Mnet afin de présenter le groupe et les membres aux téléspectateurs.
Leur premier single album, Let's Play Cherry Bullet est sorti le 21 janvier 2019, avec la chanson-titre « Q&A » et deux autres chansons, « Violet » et « Stick Out ».
Cherry Bullet revient le 22 mai avec leur deuxième single album Love Adventure et la chanson-titre « Really Really »,.
Le 13 décembre 2019, FNC a annoncé que Mirae, Kokoro et Linlin avaient quitté le groupe et mis fin à leurs contrats. Mirae fait désormais partie du girl group PIXY, sous le nom de scène Ella, qui a fait ses débuts le 24 février 2021. Mais elle le quitta en 2023.
Le groupe, composé de sept membres, a sorti son premier single numérique « Hands Up », le 11 février 2020,.
Le 6 août 2020, Cherry Bullet a fait son retour avec leur deuxième single numérique « Aloha Oe ».

### 2021-2023:CherryTrilogy
Le 4 janvier 2021, Cherry Bullet a rejoint la plate-forme Weverse.
Le groupe a sorti son premier EP Cherry Rush avec la chanson-titre « Love So Sweet », le 20 janvier 2021.
Le 3 février, il a été annoncé que Cherry Bullet serait désormais géré par le nouveau sous-label de FNC Entertainment, FNC W, spécialisé dans les girl groups.
Bora, Jiwon et May sont candidates à l'émission compétitive Girls Planet 999 de Mnet.
Le groupe a sorti son second EP Cherry Wish avec la chanson-titre « Love In Space », le 2 mars 2022.

## Publicité
En 2018, Cherry Bullet ont posé pour la marque d'uniformes coréens, Smart, aux côtés de BTS.

## Membres
| Nom de scène | Nom de scène | Nom de naissance | Nom de naissance | Date de naissance | Nationalité  | Positions                             |
| Romanisé     | Coréen       | Romanisé         | Cor./Jap         | Date de naissance | Nationalité  | Positions                             |
| ------------ | ------------ | ---------------- | ---------------- | ----------------- | ------------ | ------------------------------------- |
| Haeyoon      | 해윤         | Park Hae-yoon    | 박해윤           | 10 janvier 1996   | Sud-coréenne | Vocaliste, danseuse, visage du groupe |
| Yuju         | 유주         | Choi Yu-ju       | 최유주           | 5 mars 1997       | Sud-coréenne | Rappeuse, vocaliste, danseuse         |
| Bora         | 보라         | Kim Bo-ra        | 김보라           | 3 mars 1999       | Sud-coréenne | Vocaliste, danseuse                   |
| Jiwon        | 지원         | Heo Ji-won       | 허지원           | 4 septembre 2000  | Sud-coréenne | Rappeuse, vocaliste, danseuse         |
| Remi         | 레미         | Katsuno Rise     | 勝野 莉世        | 26 avril 2001     | Japonaise    | Danseuse, vocaliste, rappeuse         |
| Chaerin      | 채린         | Park Chae-rin    | 박채린           | 13 mars 2002      | Sud-coréenne | Danseuse, vocaliste, rappeuse         |
| May          | 메이         | Hirokawa Mao     | 廣川 茉音        | 16 novembre 2004  | Japonaise    | Danseuse, vocaliste                   |

### Anciens membres
| Nom de scène | Nom de scène | Nom de naissance | Nom de naissance | Date de naissance | Nationalité  | Positions                     | Date de départ   |
| Romanisé     | Coréen       | Romanisé         | Cor./Jap./Taïw   | Date de naissance | Nationalité  | Positions                     | Date de départ   |
| ------------ | ------------ | ---------------- | ---------------- | ----------------- | ------------ | ----------------------------- | ---------------- |
| Mirae        | 미래         | Kim Kyungjoo     | 김경주           | 26 mars 1998      | Sud-coréenne | Leader, vocaliste, danseuse   | 13 décembre 2019 |
| Kokoro       | 코코로       | Katō Kokoro      | 加藤 心          | 1er novembre 2000 | Japonaise    | Danseuse, vocaliste           | 13 décembre 2019 |
| Linlin       | 린린         | Huang Tzu Ting   | 黃紫婷           | 5 juillet 2003    | Taiwanaise   | Danseuse, rappeuse, vocaliste | 13 décembre 2019 |

## Discographie

### Mini-albums (EP)
| Titre       | Détails                                                        | Classement | Ventes               |
| Titre       | Détails                                                        | COR        | Ventes               |
| ----------- | -------------------------------------------------------------- | ---------- | -------------------- |
| Cherry Rush | - Date de sortie : 20 janvier 2021 - Label : FNC Entertainment | 11         | COR : plus de 13 000 |
| Cherry Wish | - Date de sortie : 2 mars 2022 - Label : FNC W                 | 7          | COR : plus de 24 000 |
| Cherry Dash | - Date de sortie : 7 mars 2023 - Label : FNC W                 | 7          | COR : plus de 37 000 |

### Single albums
| Titre                    | Détails                                                        | Classement | Ventes               |
| Titre                    | Détails                                                        | COR        | Ventes               |
| ------------------------ | -------------------------------------------------------------- | ---------- | -------------------- |
| Let's Play Cherry Bullet | - Date de sortie : 21 janvier 2019 - Label : FNC Entertainment | 11         | COR : plus de 14 000 |
| Love Adventure           | - Date de sortie : 23 mai 2019 - Label : FNC Entertainment     | 9          | COR : plus de 13 000 |

### Singles
| Année                                                           | Titre                        | Meilleure position | Album                    |
| Année                                                           | Titre                        | COR                | Album                    |
| --------------------------------------------------------------- | ---------------------------- | ------------------ | ------------------------ |
| 2019                                                            | Q&A                          | —                  | Let's Play Cherry Bullet |
| 2019                                                            | Really Really (네가 참 좋아) | —                  | Love Adventure           |
| 2020                                                            | Hands Up (무릎을 탁 치고)    | —                  | Non issu d'un album      |
| 2020                                                            | Aloha Oe (알로하오에)        | —                  | Non issu d'un album      |
| 2021                                                            | Love So Sweet                | —                  | Cherry Rush              |
| 2022                                                            | Love In Space                | —                  | Cherry Wish              |
| 2023                                                            | P.O.W! (Play On the World)   | —                  | Cherry Dash              |
| "—" indique que le titre ne s'est pas classé dans cette région. |                              |                    |                          |

## Filmographie

### Téléréalité
| Année       | Titre                         | Chaîne |
| ----------- | ----------------------------- | ------ |
| 2018 – 2019 | Insider Channel Cherry Bullet | Mnet   |

## Récompenses et nominations

### Asia Artist Awards
| Année | Travail nommé | Récompense                               | Résultat   |
| ----- | ------------- | ---------------------------------------- | ---------- |
| 2019  | Cherry Bullet | Popularity Award (Singer)                | Nomination |
| 2019  | Cherry Bullet | Starnews Popularity Award (Female Group) | Nomination |

### Genie Music Awards
| Année | Travail nommé | Récompense                   | Résultat   |
| ----- | ------------- | ---------------------------- | ---------- |
| 2019  | Cherry Bullet | The Top Artist               | Nomination |
| 2019  | Cherry Bullet | The Female New Artist        | Nomination |
| 2019  | Cherry Bullet | Genie Music Popularity Award | Nomination |
| 2019  | Cherry Bullet | Global Popularity Award      | Nomination |

### Melon Music Awards
| Année | Travail nommé | Récompense            | Résultat   |
| ----- | ------------- | --------------------- | ---------- |
| 2019  | Cherry Bullet | Best New Artist Award | Nomination |

### Mnet Asian Music
| Année | Travail nommé | Récompense                        | Résultat   |
| ----- | ------------- | --------------------------------- | ---------- |
| 2019  | Cherry Bullet | Artist of the Year                | Nomination |
| 2019  | Cherry Bullet | Best New Female Artist            | Nomination |
| 2019  | Cherry Bullet | Worldwide Fans' Choice Top 10     | Nomination |
| 2019  | Cherry Bullet | 2019 Qoo10 Favorite Female Artist | Nomination |

### Seoul Music Awards
| Année | Travail nommé | Récompense           | Résultat   |
| ----- | ------------- | -------------------- | ---------- |
| 2020  | Cherry Bullet | New Artist Award     | Nomination |
| 2020  | Cherry Bullet | Popularity Award     | Nomination |
| 2020  | Cherry Bullet | Hallyu Special Award | Nomination |